# Політичне насильство в Німеччині (1918–1933)
Політичне насильство в Німеччині 1918–1933 років — політична нестабільність та низка хвиль організованого насильства, які супроводжували розвиток Німеччини після завершення Першої світової війни. Включало в себе як насильство з боку держави (військові дії, арешти), так і з боку політичних партій і організованих груп (заколоти, теракти, політичні вбивства). Насильство характеризувалося вбивствами та протистояннями між правими групами, такими як Freikorps (іноді в змові з державою), і лівими організаціями, такими як Комуністична партія Німеччини. При цьому політичні партії створювали власні охоронні та воєнізовані загони, на зразок приватних армій, які брали активну участь в пропаганді та політичних провокаціях, включно з насильством по відношенням до опонентів.

## Причини
Через суспільні заворушення, викликані поразкою Німеччини в Першій світовій війні та зміну устрої держави з монархії, заснованій на соціальному становищі, на соціал-демократичну республіку, населення Німеччини організувалося в радикальні воєнізовані групи, щоб утримати або захопити владу. Це призвело до численних бунтів, нападів і конфліктів. Населення мало велику кількість бойової зброї внаслідок мілітаризації Німеччини та Першої світової війни, що підживлювало різноманітні збройні протистояння у країні.
Кардинальні зміни, після Листопадової революції, дозволили мобільність між класами та появу нових політичних сил. Багато великих міст, особливо Берлін, пережили політичні демонстрації, які призвели до насильства з боку опозиції. Швидке повалення колишніх еліт Німецької імперії, наприклад, німецької аристократії, також вплинуло на кризу міжвоєнного періоду.
Під час Першої світової війни стиралися звичні норми та моделі поведінки, що призвело до збільшення насильства різних форм вже у післявоєнний час. Колишні фронтовики стали бійцями різних збройних формувань (фрайкори, штурмові загони СА, Союз червоних фронтовиків, «Сталевий шолом» тощо). Поширенню воєнізованого насильства у перші шість років після завершення Першої світової війни сприяла так звана культура поразки. Вона була заснована на міфі про «удар в спину» з боку політиків, зрадників та суспільства, які знехтували жертвами солдатів. Спроби запобігти найгіршим наслідкам військової поразки в Німеччині, а також анулювати реальну або уявну дипломатичну поразку призводили до того, що офіцери і солдати, що поверталися з фронту, а також молоді авантюристи, які не брали участь у війні, що підміняли собою армію. Більшість активістів таких воєнізованих рухів вважали за необхідне «очищення» нації від її внутрішніх ворогів. Інша частина, вважала за необхідне помститись політичним елітам та окремим соціальним групам за жертви війни та наслідки післявоєної несправедливості. Загалом, крайньо праві і крайні ліві в Німеччині того часу були однаково незадоволені наслідками Першої світової війни та існуючим устроєм держави.

## Події
- Листопадова революція(1918–1919)
  - Заколот у Кілі (1918)
  - Різдвяна криза у Берліні (1918)

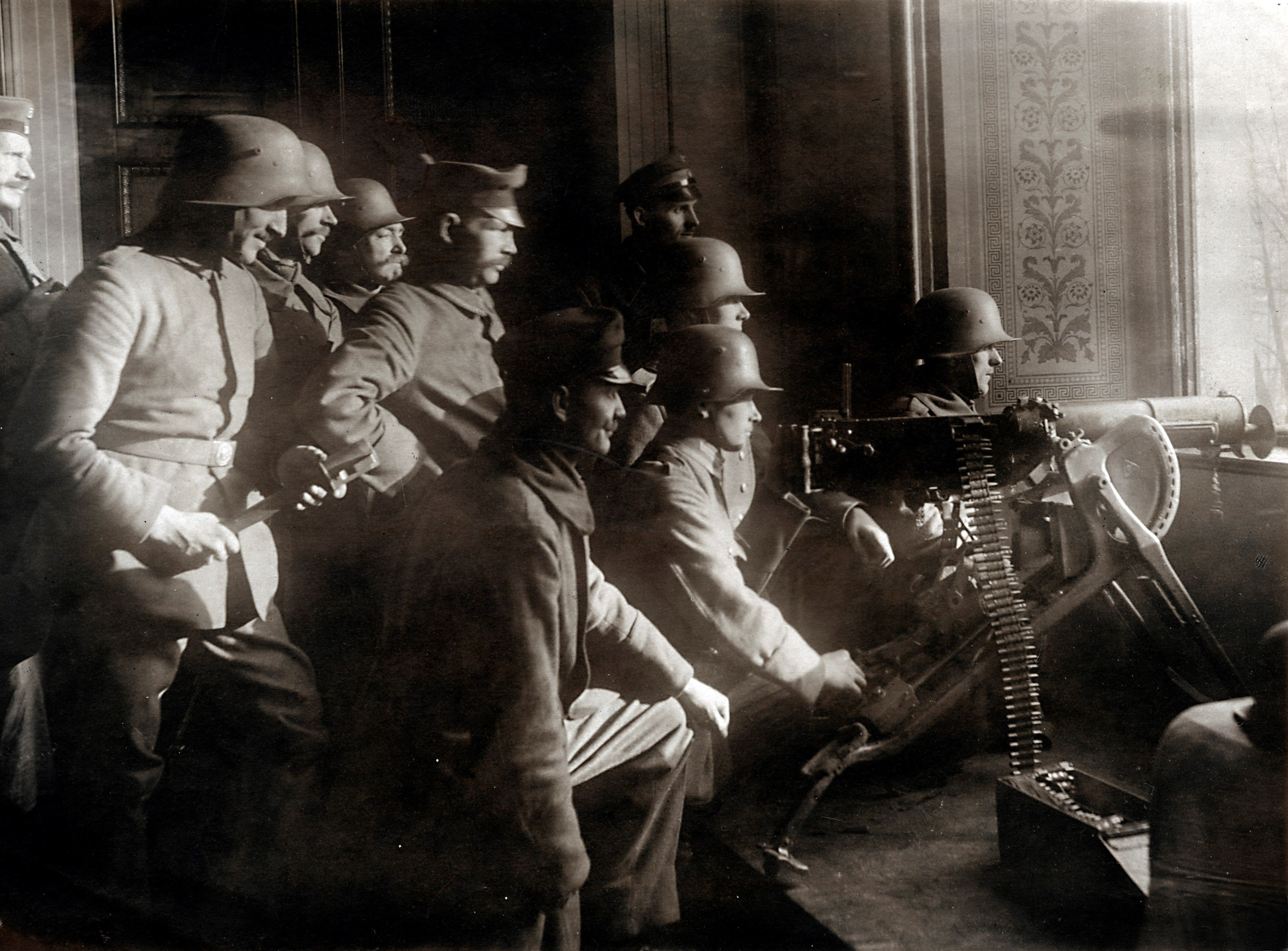
Урядові фрайкори під час боротьби повстання «Союзу Спартака» у Беріліні, 1919 рік

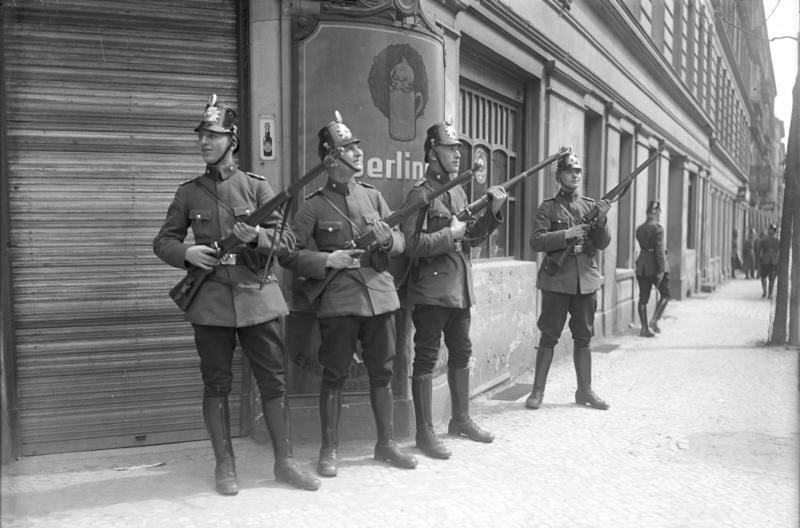
Поліцейські під час подій «Кривавого травня» у Берліні, 1929 рік

  - Повстання «Союзу Спартака» (1919)
    - Вбивство Карла Лібкнехта та Рози Люксембург (1919)
    - Вбивство Курта Айснера (1919)

  - Берлінські березневі бої (1919)
    - Вбивство Гуго Гаазе (1919)
- Баварська Радянська Республіка (1919)
- Бременська радянська республіка (1919)
- Різанина перед Рейхстагом (1920)
- Путч Каппа-Люттвіца (1920)
- Рурське повстання (1920)
- Березнева акція (1921)
  - Вбивство Матіаса Ерцбергера (1921)
    - Вбивство Вальтера Ратенау (1922)
- Страйк Куно (1923)
- Путч Кюстріна (1923)
- Гамбурзьке повстання (1923)
- Пивний путч (1923)
  - Вбивство Франца Хайнца (1924)
- Кривавий травень (1929)
  - Вбивство Горста Весселя (1930)
- Кривава неділя в Альтоні (1932)
- Прусський державний переворот у Пруссії (1932)
- Пожежа Рейхстагу (1933)

## Парамілітарні організації
- Правий напрямок:
  - Stahlhelm, Bund der Frontsoldaten (Сталеві шоломи, Ліга фронтових солдатів) — офіційна ветеранська організація, була найбільшою організацією, що відокремилась від Freikorps. Мала приблизно 500 000 членів. Їх очолив Теодор Дюстерберг, вони виступали проти Веймарської республіки і були політично близькі до Німецької національної народної партії та інших консервативних партій[3]. Stahlhelm організував службу працевлаштування для своїх безробітних членів робітничого класу та програму житла. У 1931 році входив до складу Гарцбурзького фронту. У 1934 році він був інтегрований до Sturmabteilung (SA), і був остаточно розпущений у 1935 році.
  - Deutschvölkischer Schutz und Trutzbund (Німецький народний союз захисту та оборони).
  - Sturmabteilung (SA) (штурмова секція) — пов’язані з Націонал-соціалістичною німецькою робітничою партією. Її керівництво, включаючи співзасновника та командира Ернста Рема, було знищено Гітлером під час «Ночі довгих ножів» у 1934 році. Секція SA (спочатку називалася Stosstrupp) була створена як особиста гвардія Гітлера, яка пізніше стати Schutzstaffel (SS).
  - Kampfbund (Ліга Боротьби) була захисною групою, що включала парамілітарні групи Націонал-соціалістичної німецької робітничої партієї і групи фрайкору. Вона була створена 30 вересня 1923 року та була розпущена після невдалого Мюнхенського путчу .
  - Юнгдойчерський орден, Юнгдо (Молодонімецький орден), очолюваний Артуром Махрауном. Він дистанціювався від нацистської групи, оскільки вона була принципово ворожою до політичних партій. У 1930 році її політичне відділення об’єдналося з Німецькою демократичною партією, утворивши Deutsche Staatspartei, DSTP (Німецьку державну партію).

- Центристський напрямок:
  - Reichsbanner Schwarz-Rot-Gold (чорно-червоно-золотий імперський прапор) — організація для захисту Веймарської республіки, була політично близькою до Німецької соціал-демократичної партії (СДПН) і ліберальної ДДП. Він був частиною Залізного фронту, який мав протистояти правому Гарцбурзькому фронту. У 1933 році організація була заборонена.
  - Залізний фронт — об'єднання створене у 1931 році проти Гарцбурзького фронту. Було заборонене у 1933 році.

- Лівий напрямок:
  - Rotfrontkämpferbund (Союз червоних фронтовиків) — організація пов'язана з Комуністичною партією Німеччини (KDP). Була заборонена у 1933 році, коли нацисти зміцнили свою владу.

Серед інших комуністичних груп були «Молода антифашистська гвардія», «Ліга боротьби з фашизмом» і «Група антифашистської дії». Всі вони були заборонені в 1933 році. Крім того, Рурська Червона армія діяла протягом 1920 року в Рурській області.